# 山下幸子
山下幸子（Yukiko Yamashita，1972年—），美国发育生物学家。

## 生平
她是密歇根大学生命科学研究所研究院、密歇根大学医学院细胞与发育生物学系助理的副教授。2013年成为霍华德·休斯医学研究所研究员。2011年获麦克阿瑟奖。2016年獲岡崎恆子＆令治獎。